# Dara Costelloe
Dara James Morgan Costelloe (Limerick, 11 dicembre 2002) è un calciatore irlandese, attaccante dell'Accrington Stanley in prestito dal Burnley.

## Carriera

### Club
Costelloe è cresciuto nel settore giovanile del Galway United, con cui ha firmato il suo primo contratto professionistico il 30 agosto 2018. Il giorno seguente ha debuttato con la prima squadra del club irlandese nell'incontro di First Division perso 2-0 contro il Finn Harps.
Il 1º febbraio 2021 è stato acquistato a titolo definitivo dal Burnley, che lo ha assegnato alla formazione Under-23 dove aveva già militato nei sei mesi precedenti. Un anno più tardi ha debuttato in prima squadra nell'incontro di Championship del 29 luglio 2022 vinto 1-0 contro l'Huddersfield Town. Il 13 gennaio 2023 è stato ceduto in prestito al Bradford City fino al termine della stagione.
Rientrato al Burnley, il 15 agosto è passato sempre in prestito agli Scozzesi del St. Johnstone per tutta la stagione. Il 30 settembre seguente ha segnato il suo primo gol in carriera fra i professionisti, nell'incontro di campionato pareggiato 1-1 contro il Livingston. Nel mercato invernale è stato richiamato dai Clarets e ceduto con la stessa formula al Dundee fino a giugno.

### Nazionale
Ha giocato nella nazionale irlandese Under-21.

## Statistiche
Statistiche aggiornate al 25 maggio 2024.

### Presenze e reti nei club
| Stagione        | Squadra         | Campionato      | Campionato | Campionato | Coppe nazionali | Coppe nazionali | Coppe nazionali | Coppe continentali | Coppe continentali | Coppe continentali | Altre coppe | Altre coppe | Altre coppe | Totale | Totale | Totale |
| Stagione        | Squadra         | Comp            | Pres       | Reti       | Comp            | Pres            | Reti            | Comp               | Pres               | Reti               | Comp        | Pres        | Reti        | Pres   | Reti   |        |
| --------------- | --------------- | --------------- | ---------- | ---------- | --------------- | --------------- | --------------- | ------------------ | ------------------ | ------------------ | ----------- | ----------- | ----------- | ------ | ------ | ------ |
| 2018            | Galway United   | 1D              | 2          | 0          | CI+CdL          | 0               | 0               |                    | -                  | -                  |             | -           | -           | 2      | 0      |        |
| 2019            | Galway United   | 1D              | 14         | 0          | CI+CdL          | 0+2             | 0               |                    | -                  | -                  |             | -           | -           | 16     | 0      |        |
| 2021-2022       | Burnley         | PL              | 0          | 0          | FACup+CdL       | 0               | 0               |                    | -                  | -                  |             | -           | -           | 0      | 0      |        |
| 2022-gen. 2023  | Burnley         | FLC             | 4          | 0          | FACup+CdL       | 0+2             | 0               |                    | -                  | -                  |             | -           | -           | 6      | 0      |        |
| gen.-giu. 2023  | Bradford City   | FL2             | 11         | 0          | FACup+CdL       | 0               | 0               |                    | -                  | -                  | FLT         | 0           | 0           | 11     | 0      |        |
| 2023-gen. 2024  | St. Johnstone   | SP              | 12         | 1          | CS+CdL          | 0               | 0               |                    | -                  | -                  |             | -           | -           | 12     | 1      |        |
| gen.-giu. 2024  | Dundee          | SP              | 16         | 0          | CS+CdL          | 1+0             | 0               |                    | -                  | -                  |             | -           | -           | 17     | 0      |        |
| Totale carriera | Totale carriera | Totale carriera | 59         | 1          |                 | 5               | 0               |                    | -                  | -                  |             | 0           | 0           | 64     | 1      |        |